# Montón
Montón – gmina w Hiszpanii, w prowincji Saragossa, w Aragonii, o powierzchni 17,59 km². W 2011 roku gmina liczyła 133 mieszkańców.